# Farzana Wahidy
Farzana Wahidy (persa: فرزانه واحدی)  (Kandahar, 1984) es una fotógrafa documental y fotoperiodista afgana, autora de multitud de retratos a mujeres y niños de su país. Ha sido destacada como la primera fotógrafa de Afganistán que ha trabajado para las agencias internacionales.

## Trayectoria
Nacida en Kandahar en 1984, se trasladó con su familia a Kabul a seis años. Durante su infancia vivió tanto la guerra civil afgana como el inicio del régimen talibán, y tuvo que formarse en una escuela subterránea. En 1996, todavía adolescente, vivió la llegada al gobierno de Afganistán de los talibanes. Con 13 años fue agredida físicamente en la calle por no llevar burka. Su padre, que tenía una colección de cámaras, tuvo que renunciar a utilizarlas e incluso fueron destruidos sus álbumes de fotos familiares durante la guerra civil.
Durante la era de los talibanes, se prohibió a las mujeres educarse. Ocultando los libros bajo el burka, logró asistir a una escuela clandestina en una zona residencial de Kabul que reunía a unos 300 estudiantes. Pudo comenzar la escuela secundaria después de que las fuerzas dirigidas por Estados Unidos pusieran fin al dominio talibán en el 2001.
En 2022, tras superar el bachillerato, se matriculó en una formación de dos años en el Instituto de Fotoperiodismo AINA, impartida por el fotoperiodista franco-iraní Manoocher Deghati. El curso recibió más de 500 solicitudes, pero solo 15 estudiantes fueron aceptados.
Interesada en plasmar las historias cotidianas que veía a su alrededor, Wahidy expresa a través de la fotografía sus propias emociones como mujer afgana y amplifica las voces de otras, en un país bajo el dominio masculino. Busca capturar la vida real de las afganas en su conjunto, no sólo los problemas a los que se enfrentan.
Utiliza a su favor el acceso a la parte femenina de la sociedad afgana, fuertemente segregada por géneros, para centrarse en las mujeres y los roles que ocupan, incluidas las prostitutas y las encarceladas por los llamados crímenes morales.
En 2004, fue contratada como fotógrafa por la Agence France-Press, la agencia de noticias internacional situada en París, y más tarde se incorporó a la estadounidense Associated Press, en la ciudad de Nueva York.
En 2007, recibió una beca para cursar el programa de fotoperiodismo del Loyalist College de Belleville, en Canadá. No regresó a Afganistán hasta 2010. En 2009, fue becaria en el Open Society Institute, en un proyecto de documental sobre las mujeres afganas. Gracias a este trabajo, recibió el National Geographic All Roads Photography Programme Merit Award y fue nominada a la clase magistral Joop Swart de World Press Photo.
Wahidy fundó la Asociación de Fotógrafos de Afganistán (APA), una organización sin ánimo de lucro que apoya a los fotógrafos que trabajan en Afganistán y a los afganos que están en el extranjero. La creó con la intención de generar un cambio en el país por medio de la fotografía. Su objetivo era cerrar la brecha de conocimiento relacionada con el arte y con la fotografía en su país de origen y fomentar la comprensión de las obras. La APA ayuda a los fotógrafos a hacer contactos para mejorar su carrera profesional.

## Reconocimientos
En 2016, fue reconocida por los logros que había conseguido después de graduarse con la concesión del premio Premier's Award for Creative Arts and Design.
La obra de Wahidy ha sido expuesta internacionalmente en países como Afganistán, Canadá, Estados Unidos, India, Pakistán, Alemania, Italia, Noruega, Suiza, China y Finlandia. Además, su obra aparece en el documental estadounidense Frame by Frame.